# 穆达尼亚

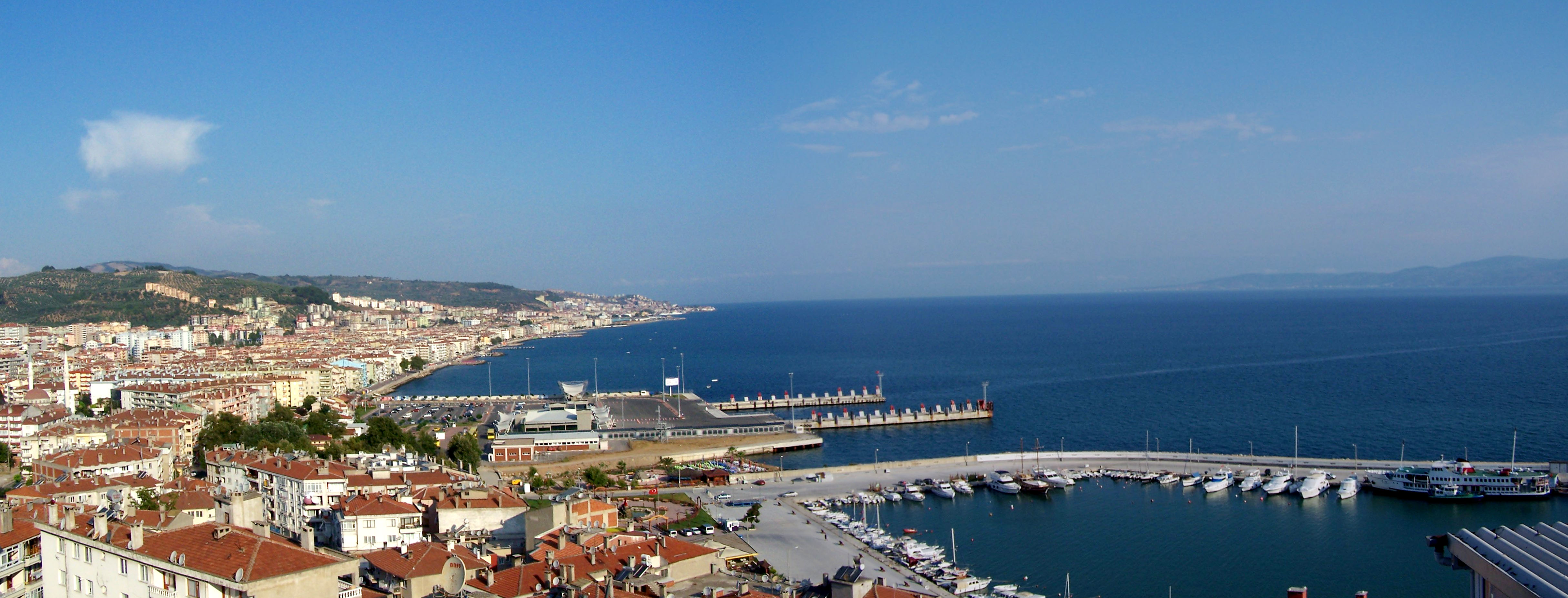
View of Güzelyalı and Mudanya

穆达尼亚 (Mudania, ta Moudaniá）是土耳其马尔马拉地区布尔萨省的一个市镇和县。它位于马尔马拉海南岸的盖姆利克湾。到1911年，穆达尼亚已开通前往布尔萨的铁路及公路，以及前往伊斯坦布尔的轮船。穆达尼亚只有一个开放式锚地，可在平静的天气下使用。该镇出产橄榄油，还有一个码头供当地渔船和货船使用。 

## 历史
根据1881/82-1893年奥斯曼帝国人口普查，穆达尼亚总人口为16683人，其中包括11792名希腊人，和4891名穆斯林。 这个港口城市通往布尔萨的铁路，于1875年完工。这条铁路在穆达尼亚海港有一个出口码头。伊斯坦布尔经常是穆达尼亚出口货物的接受者。 丝绸是一种热门的出口产品。
1922年10月11日，土耳其獨立戰爭后，土耳其、意大利、法国和英国在此签订穆达尼亚停战协定。
洛桑条约和希腊土耳其人口互换协定签订以后，该城的希腊人被转移到希腊大陆，建立了一个定居点，根据从前居住的城镇，命名为新穆达尼亚，位于希腊马其顿地区的哈尔基季基半岛。同时，一批克里特土耳其人来到穆达尼亚定居。

## 传统建筑

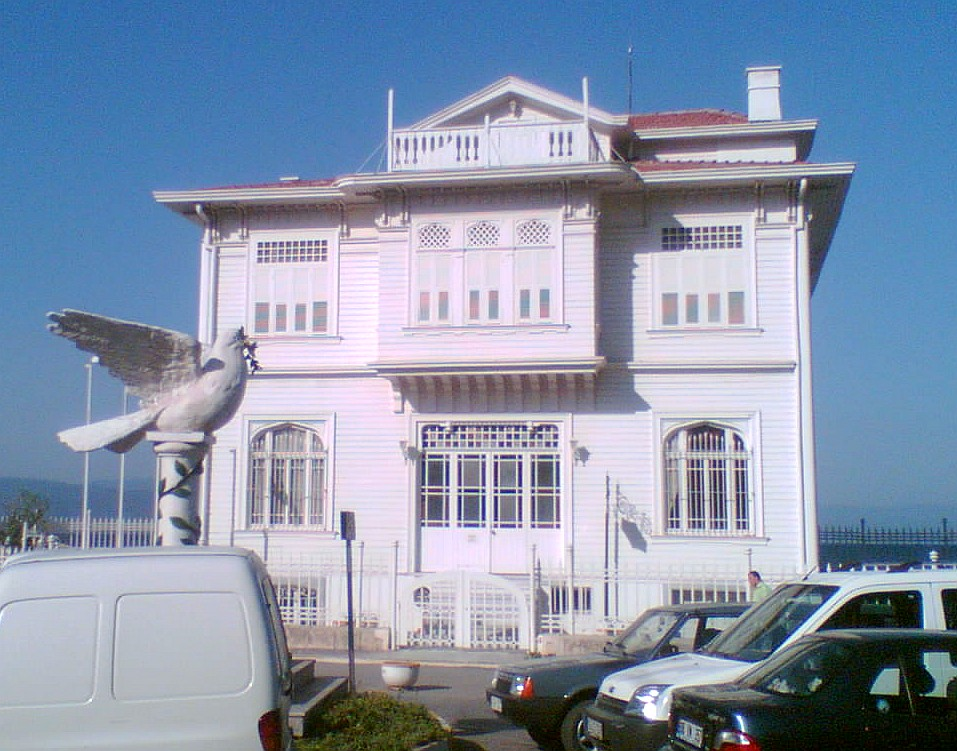
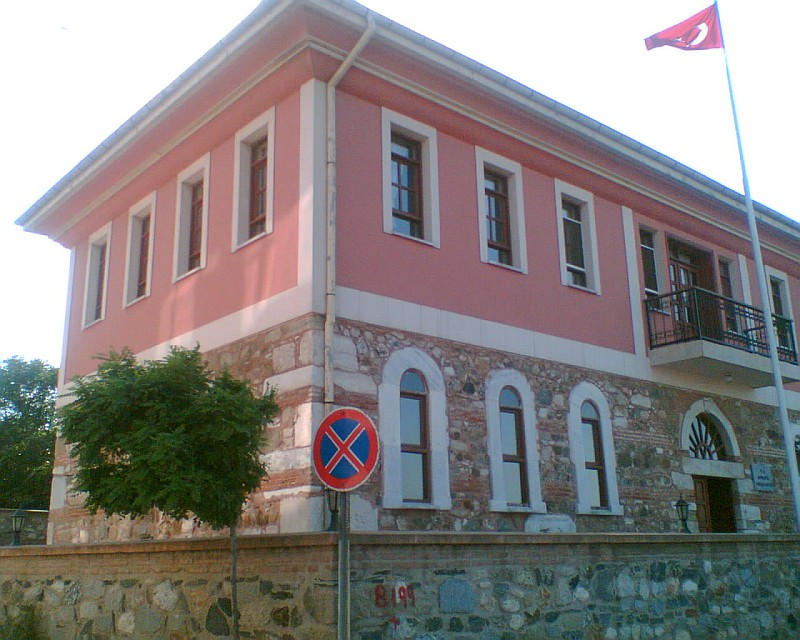
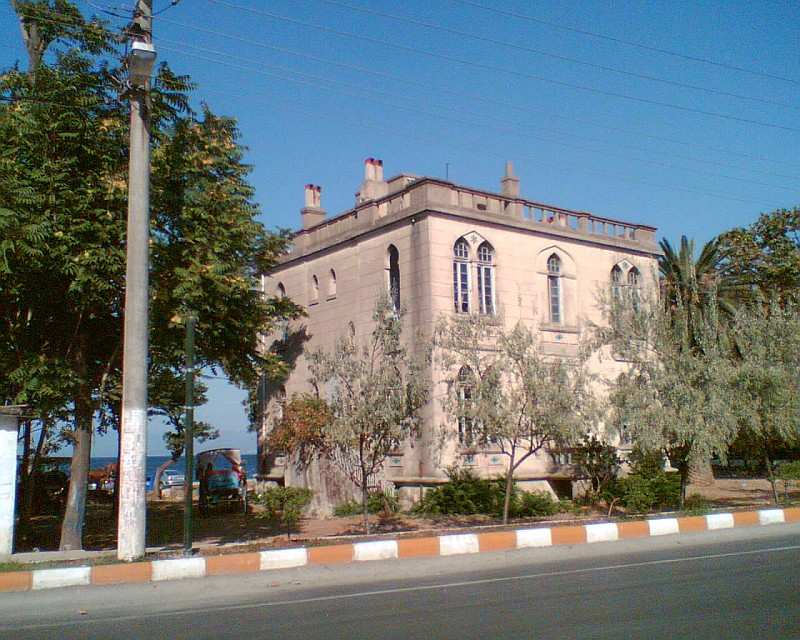
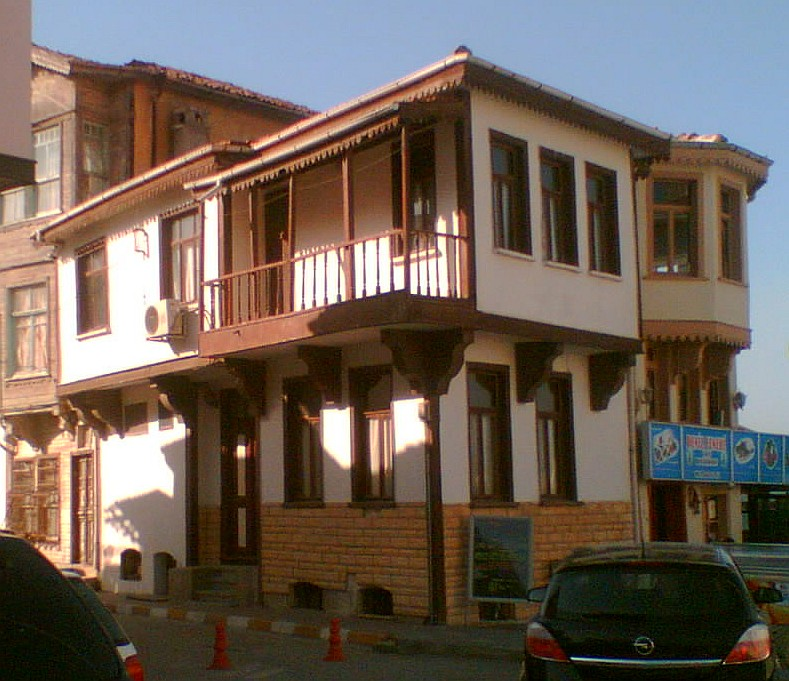
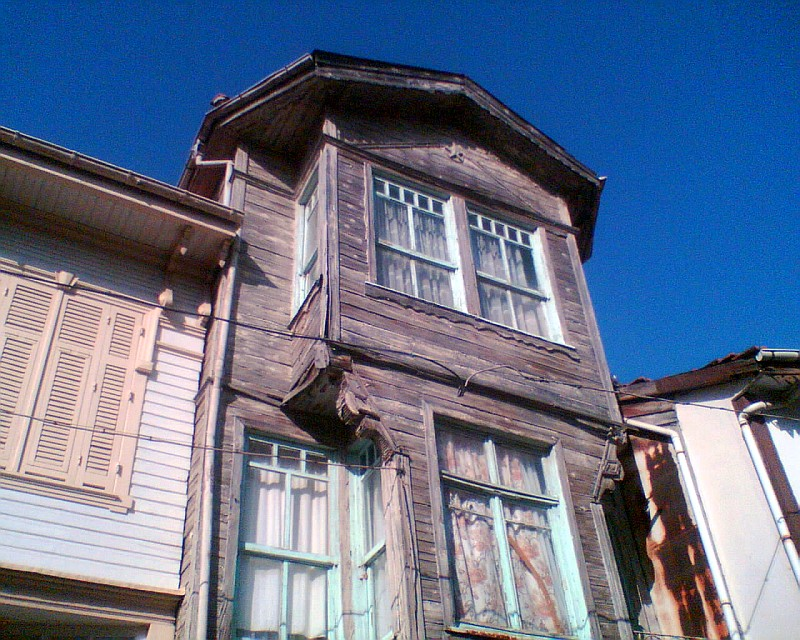
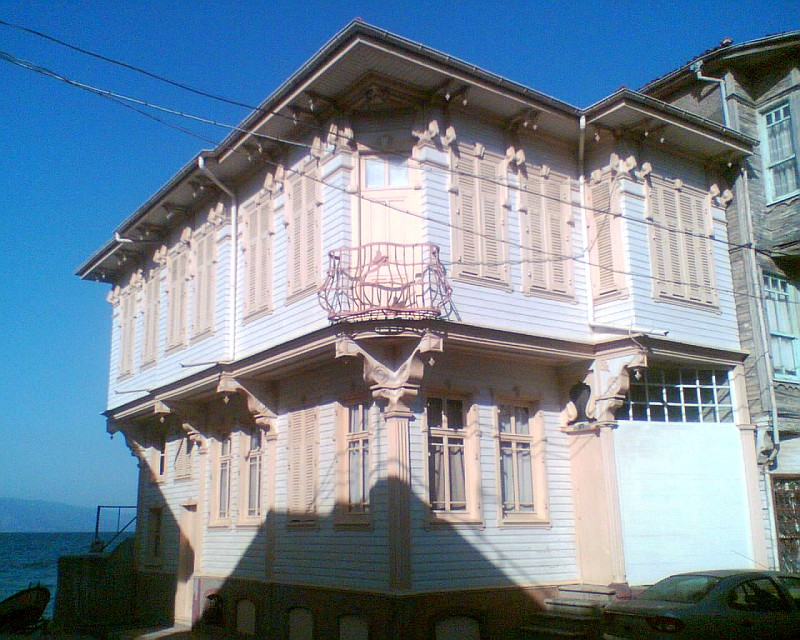
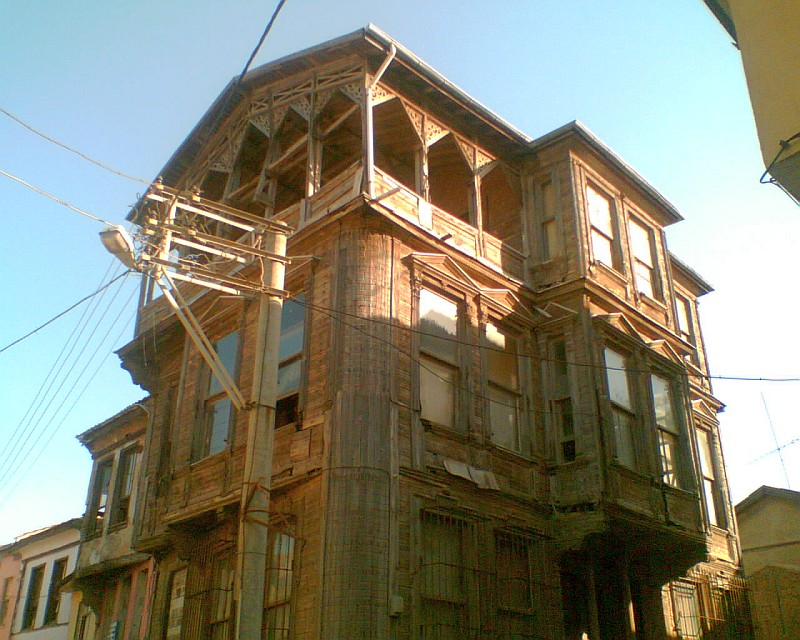
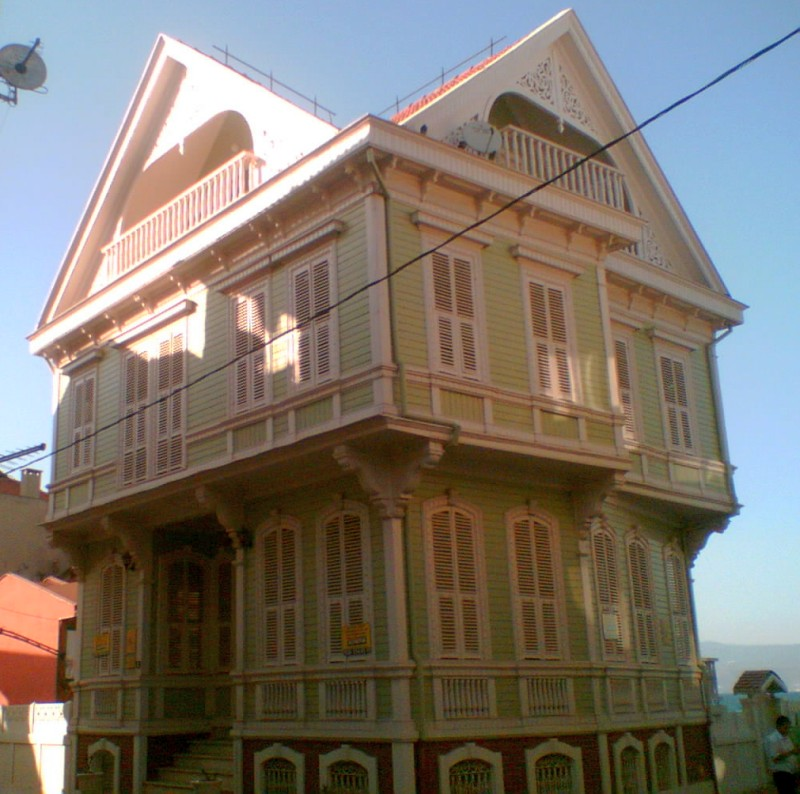
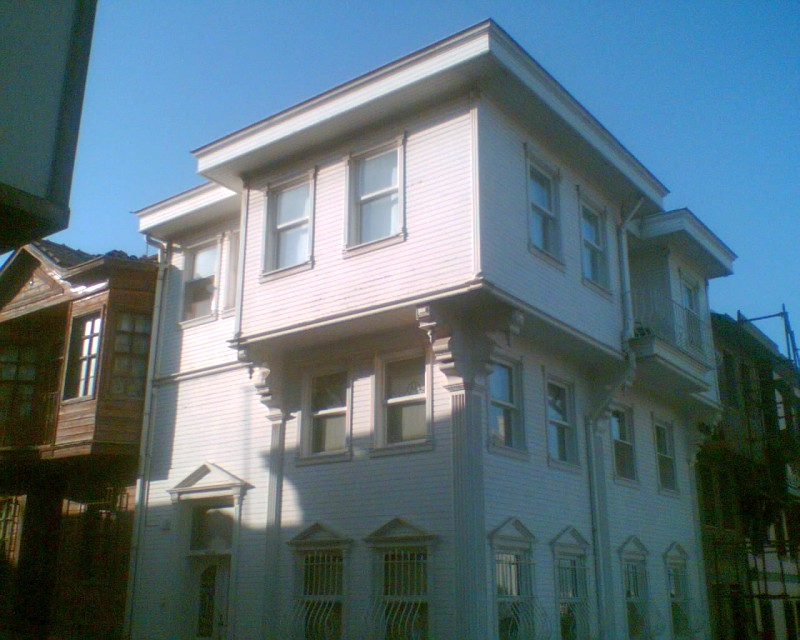
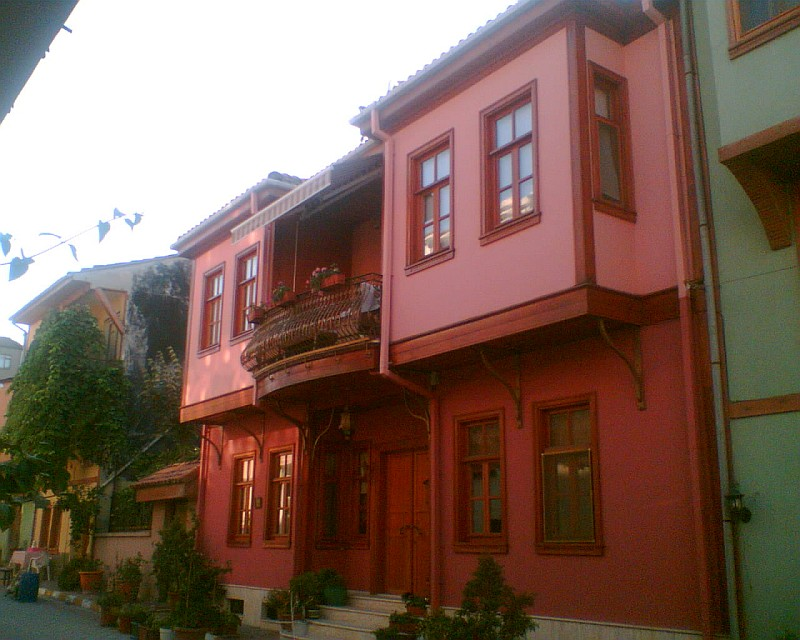
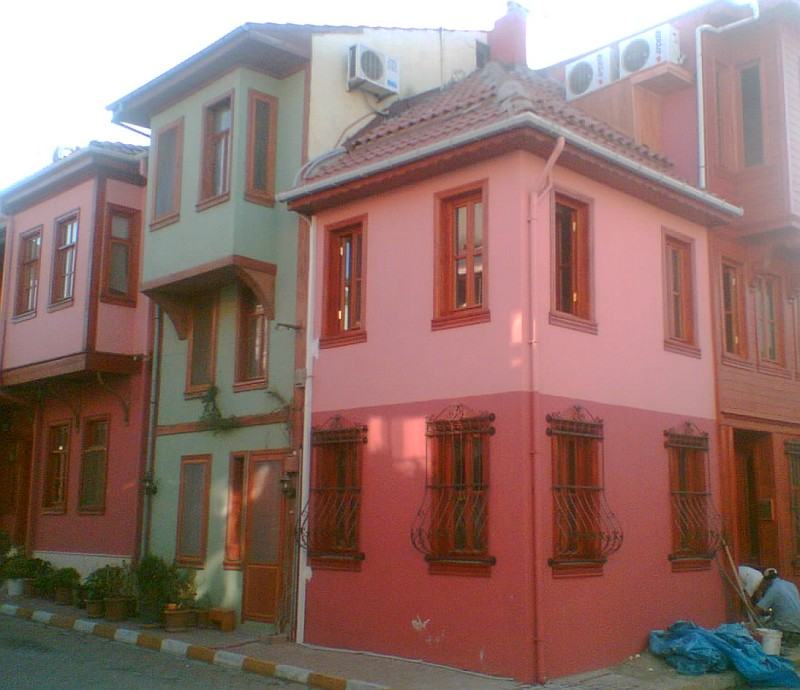
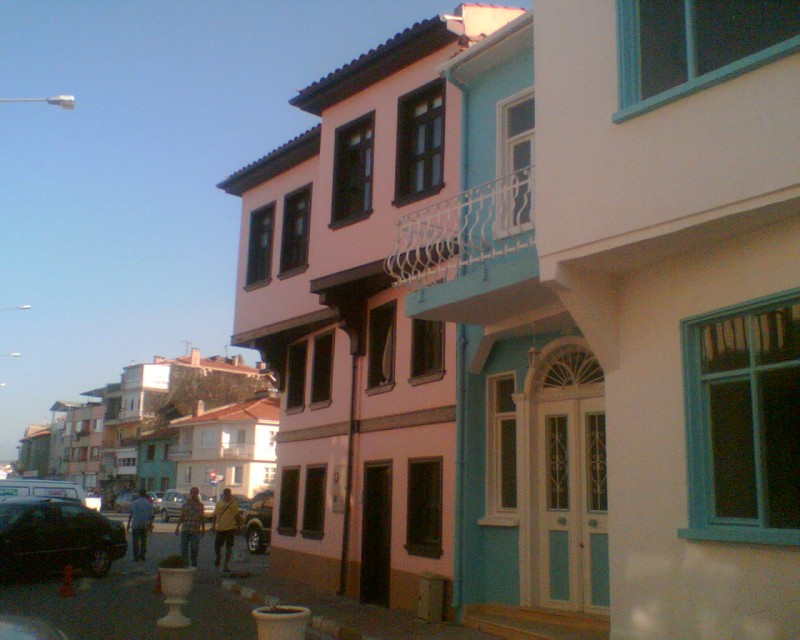